# Vitberget, Kalvträsk

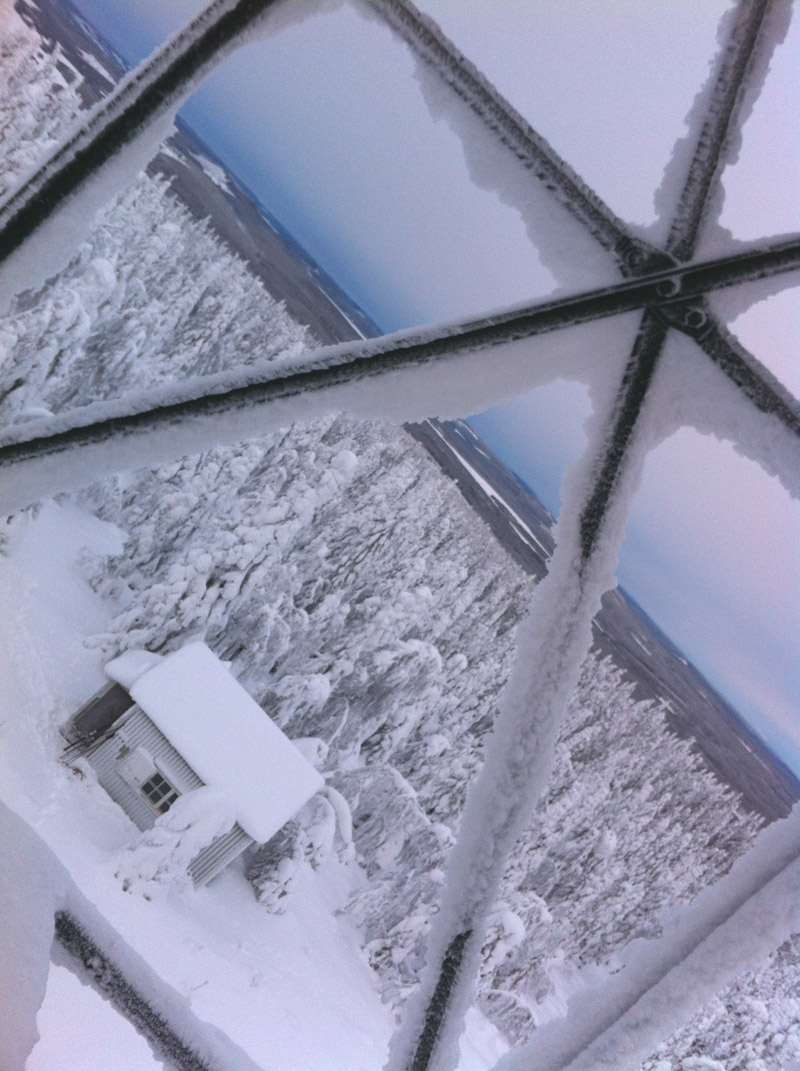
Vy från/genom tornet

Vitberget söder om Kalvträsk, Skellefteå kommun är en av landskapet Västerbottens högsta punkter. Berget når 489 meter över havet och det reser sig söder om sjön Kalvträsket på 254 meter över havet. Nivåskillnaden 235 meter är en av de största i landskapet Västerbotten. Toppen på vilken det finns ett 18 meter högt före detta brandtorn/luftspaningstorn med vidsträckt utsikt utgör högsta punkten i Vitbergens naturreservat. Enligt sägen kunde man från Vitbergets topp se sju kyrktorn. Vid klart väder kan man se ända till TV-masten på Vitberget i Skellefteå eller se flygplan gå ner för landning på Skellefteå flygplats.